# Lebucucu
Lebucucu (Lebukuku) ist eine osttimoresische Aldeia im Suco Cotolau (Verwaltungsamt Laulara, Gemeinde Aileu). 2015 lebten in der Aldeia 284 Menschen.

## Geographie und Einrichtungen
Die Aldeia Lebucucu liegt im Südosten des Sucos Cotolau. Im Norden befindet sich die Aldeia Cotolau. Im Osten grenzt Lebucucu an den Suco Talitu, im Westen an den Suco Madabeno und im Süden an den Suco Aissirimou. Durch den äußersten Süden Lebucucus führt die Überlandstraße von Aileu und Maubisse im Süden und der Landeshauptstadt Dili im Norden. An ihr liegen die Dörfer Aikado (Lebukuku) und Berleu Ulu. Nach Norden hin, wo das Land auf eine Meereshöhe unter 1000 m sinkt, ist die Aldeia unbesiedelt. Aikado liegt auf 1282 m und Berleu Ulu auf 1293 m.
In Aikado befindet sich die Kapelle von Lebukuku.